# Costa Rica ai Giochi della XXX Olimpiade
La Costa Rica ha partecipato ai Giochi della XXX Olimpiade di Londra che si sono svolti dal 27 luglio al 12 agosto 2012. È stata la 14ª partecipazione degli atleti costaricani ai giochi olimpici estivi.
Gli atleti della delegazione costaricana sono stati 11 (8 uomini e 3 donne), in 6 discipline. Alla cerimonia di apertura la portabandiera è stata Gabriela Traña, atleta specializzata nelle gare di fondo; nessun portabandiera ha presenziato alla cerimonia di chiusura.
Nel corso della manifestazione la Costa Rica non ha ottenuto alcuna medaglia.

## Partecipanti
| Sport            | Uomini | Donne | Totale |
| ---------------- | ------ | ----- | ------ |
| Atletica Leggera | 2      | 2     | 4      |
| Ciclismo         | 2      | 0     | 2      |
| Judo             | 1      | 0     | 1      |
| Nuoto            | 1      | 1     | 2      |
| Taekwondo        | 1      | 0     | 1      |
| Triathlon        | 1      | 0     | 1      |
| Totale           | 8      | 3     | 11     |

## Atletica leggera
| Q | Qualificato al turno successivo per la posizione in qualificazione                                                           |
| q | Qualificato per il turno successivo per ripescaggio o, negli eventi su campo, conquistando la misura minima per qualificarsi |

### Maschile
Eventi di corsa su pista e strada
| Atleta       | Evento   | Batteria  | Batteria  | Semifinale      | Semifinale      | Finale          | Finale          |
| Atleta       | Evento   | Risultato | Posizione | Risultato       | Posizione       | Risultato       | Posizione       |
| ------------ | -------- | --------- | --------- | --------------- | --------------- | --------------- | --------------- |
| Nery Brenes  | 400 m    | 45"65     | 4°        | non qualificato | non qualificato | non qualificato | non qualificato |
| César Lizano | Maratona | N.D.      | N.D.      | N.D.            | N.D.            | 2h 24'16"       | 65°             |

### Femminile
Eventi di corsa su pista e strada
| Atleta         | Evento         | Batteria  | Batteria  | Semifinale      | Semifinale      | Finale          | Finale          |
| Atleta         | Evento         | Risultato | Posizione | Risultato       | Posizione       | Risultato       | Posizione       |
| -------------- | -------------- | --------- | --------- | --------------- | --------------- | --------------- | --------------- |
| Sharolyn Scott | 400 m ostacoli | 57"03     | 6ª        | non qualificata | non qualificata | non qualificata | non qualificata |
| Gabriela Traña | Maratona       | N.D.      | N.D.      | N.D.            | N.D.            | 2h 43'17"       | 91ª             |

## Ciclismo

### Ciclismo su strada

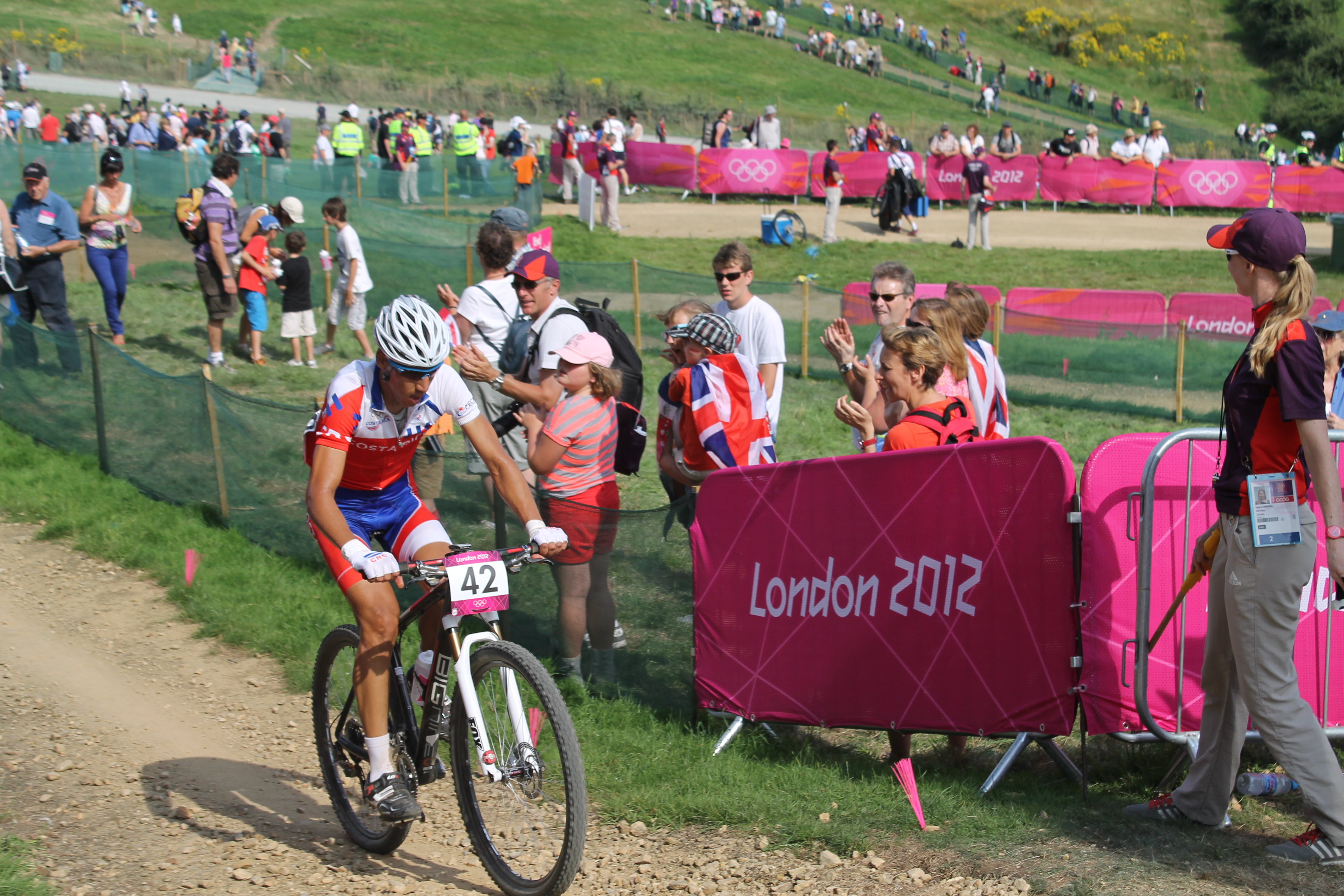
Paolo Montoya nella gara di mountain bike

Maschile
| Atleta        | Evento         | Tempo     | Classifica |
| ------------- | -------------- | --------- | ---------- |
| Andrey Amador | Corsa in linea | 5h 46'37" | 35º        |

### Mountain Bike
Maschile
| Atleta        | Evento        | Tempo     | Classifica |
| ------------- | ------------- | --------- | ---------- |
| Paolo Montoya | Cross-country | 1h 41'19" | 36°        |

## Judo
Maschile
| Atleta               | Evento | Preliminari          | 16-esimi                     | Ottavi               | Quarti               | Semifinali           | Ripescaggio          | Med. bronzo          | Finale               | Posizione       |
| Atleta               | Evento | Avversario Risultato | Avversario Risultato         | Avversario Risultato | Avversario Risultato | Avversario Risultato | Avversario Risultato | Avversario Risultato | Avversario Risultato | Posizione       |
| -------------------- | ------ | -------------------- | ---------------------------- | -------------------- | -------------------- | -------------------- | -------------------- | -------------------- | -------------------- | --------------- |
| Osman Murillo Segura | −73 kg | Bye                  | H. Hafiz (EGY) P (0003-0020) | non qualificato      | non qualificato      | non qualificato      | non qualificato      | non qualificato      | non qualificato      | non qualificato |

## Nuoto e sport acquatici

### Nuoto
Maschile
| Atleta        | Evento             | Batterie | Batterie   | Semifinali      | Semifinali      | Finale          | Finale          |
| Atleta        | Evento             | Tempo    | Classifica | Tempo           | Classifica      | Tempo           | Classifica      |
| ------------- | ------------------ | -------- | ---------- | --------------- | --------------- | --------------- | --------------- |
| Mario Montoya | 200 m stile libero | 1'51"66  | 33º        | non qualificato | non qualificato | non qualificato | non qualificato |

Femminile
| Atleta     | Evento         | Batterie | Batterie   | Semifinali      | Semifinali      | Finale          | Finale          |
| Atleta     | Evento         | Tempo    | Classifica | Tempo           | Classifica      | Tempo           | Classifica      |
| ---------- | -------------- | -------- | ---------- | --------------- | --------------- | --------------- | --------------- |
| Marie Meza | 100 m farfalla | 1'07"01  | 42ª        | non qualificata | non qualificata | non qualificata | non qualificata |

## Taekwondo
Maschile
| Atleta        | Evento | Ottavi                     | Quarti               | Semifinale           | Ripescaggio Turno 1  | Ripescaggio Turno 2  | Finale               | Classifica      |
| Atleta        | Evento | Avversario Risultato       | Avversario Risultato | Avversario Risultato | Avversario Risultato | Avversario Risultato | Avversario Risultato | Classifica      |
| ------------- | ------ | -------------------------- | -------------------- | -------------------- | -------------------- | -------------------- | -------------------- | --------------- |
| Heiner Oviedo | −58 kg | A. Denisenko (RUS) P (2-5) | non qualificato      | non qualificato      | non qualificato      | non qualificato      | non qualificato      | non qualificato |

## Triathlon
Maschile
| Atleta          | Evento   | Nuoto  | Trans. 1 | Ciclismo | Trans. 2 | Corsa  | Totale    | Classifica |
| --------------- | -------- | ------ | -------- | -------- | -------- | ------ | --------- | ---------- |
| Leonardo Chacón | Maschile | 17'24" | 0'42"    | 1'00'19" | 0'32"    | 33'42" | 1h 52'39" | 48º        |